# Isola di Orr
L'isola di Orr (Orr Island) fa parte dell'arcipelago Alexander, nell'Alaska sud-orientale (Stati Uniti d'America). Amministrativamente appartiene alla Census Area di Prince of Wales-Hyder dell'Unorganized Borough. L'isola si trova all'interno della Tongass National Forest.

## Storia
L'isola è stata nominata per la prima volta da E. F. Dickins, dipendente della United States National Geodetic Survey, in onore del capitano Cyrus Orr.

## Centri abitati e acessibilità
L'isola è disabitata. Le località più vicine raggiungibili via mare o idrovolante sono: Edna Bay (isola di Kosciusko - Kosciusko Island) e Naukati Bay (isola Principe di Galles - Prince of Wales Island).

## Geografia
L'isola è stretta tra l'isola di Marble (Marble Island), a occidente, e l'isola di El Capitan (El Capitan Island), a oriente. A nord confina, separata da un brevissimo tratto di mare, con l'isola di Kosciusko (Kosciusko Island), mentre a sud si trova lo stretto di Sea Otter (Sea Ottere Sound).

### Masse d'acqua
Intorno all'isola sono presenti le seguenti masse d'acqua (da nord in senso orario).
- Canale di Brockman (Brockman Pass)[5] 55°59′33″N 133°20′15″W - Il canale, molto stretto (largo appena 30 - 40 metri), divide l'isola di Orr dall'isola di Spanberg (Spanberg Island).
- Canale di El Capitan (El Capitan Passage)[6] 56°01′31″N 133°16′25″W - Il canale, molto lungo (circa 43 chilometri), collega a nord lo stretto di Shakan (Shakan Strait) con a sud lo stretto di Sea Otter (Sea Otter Sound), e divide l'isola di Orr dalla grande (isola Principe di Galles (Prince of Wales Island).
- Baia di Cyrus (Cyrus Cove)[7] 55°54′50″N 133°24′58″W - L'insenatura, lunga 3,2 chilometri, si trova nella parte sud-ovest dell'isola ed è collegata allo stretto di Sea Otter (Sea Otter Sound).
- Canale di White Cliff (White Cliff Passage)[8] 55°54′45″N 133°28′23″W - Il canale divide l'isola di Orr dall'isola di White Cliff (White Cliff Island) e collega lo stretto di Sea Otter (Sea Otter Sound) con lo stretto di Davidson (Davidson Inlet).
- Canale di Marble (Marble Passage)[9] 55°57′28″N 133°25′37″W - Il canale, lungo 8 chilometri, divide l'isola di Orr dall'isola di Marble (Marble Island) e collega lo stretto di Davidson (Davidson Inlet) con la baia di Tokeen (Tokeen Bay).
- Canale di Tenass (Tenass Pass)[10] 56°00′01″N 133°20′31″W - Il canale, in realtà molto breve (lungo circa 4 chilometri), divide quattro isole: l'isola di Scott (Scott island) e l'isola di Kosciusko (Kosciusko Island) da un lato, dall'altro le isole di Orr e di Spanberg (Spanberg island). Il canale inoltre collega la baia di Tokeen (Tokeen Bay) con il canale di El Capitan (El Capitan Passage).

### Isole limitrofe
L'isola di Orr è circondata da moltissime isole minori. Alcune di queste sono indicate nel seguente elenco.
- Isola di Spanberg (Spanberg Island)[11] 55°59′38″N 133°19′19″W - L'isola, con una elevazione di 39 metri e una larghezza di 2,8 chilometri, si trova a nord dell'isola di Orr ed è separata dal canale di Brokman (Brokman Pass).
- Isole all'interno del canale di El Capitan (El Capitan Passage);
  - isola di Burnt (Burnt Island)[12] 55°58′29″N 133°17′44″W - L'isola, larga 200 metri, si trova a circa 3 chilometri dalla costa orientale dell'isola di Orr al centro del canale di El Capitan (El Capitan Passage);
  - isola di Brockman (Brockman Island )[13] 55°58′12″N 133°17′55″W - L'isola, larga 640 metri e con una elevazione di 24 metri, si trova al centro del canale di El Capitan (El Capitan Passage);
  - isola di North (North Island )[14] 55°57′25″N 133°18′40″W - L'isola, lunga circa 1 chilometro e con una elevazione di 41 metri, si trova al centro del canale di El Capitan (El Capitan Passage) a nord dell'isola El Capitan (El Capitan Island);
  - isola di Scow (Scow Island)[15] 55°57′36″N 133°20′24″W - L'isola, lunga circa 200 metri, si trova al centro del canale di El Capitan (El Capitan Passage) tra l'isola El Capitan (El Capitan Island) e l'isola di Orr;
  - isola di Singa (Singa Island)[16] 55°56′53″N 133°21′17″W - L'isola, lunga circa 600 metri e con una elevazione di 34 metri, si trova al centro del canale di El Capitan (El Capitan Passage) tra l'isola El Capitan (El Capitan Island) e l'isola di Orr;
  - isola di San (San Island)[17] 55°56′18″N 133°21′18″W - L'isola, lunga circa 1400 metri e con una elevazione di 100 metri, si trova al centro del canale di El Capitan (El Capitan Passage) tra l'isola El Capitan (El Capitan Island) e l'isola di Orr;
  - isola di Keski (Keski Island)[18] 55°55′53″N 133°20′05″W - L'isola, lunga circa 650 metri e con una elevazione di 10 metri, si trova al centro del canale di El Capitan (El Capitan Passage) tra l'isola El Capitan (El Capitan Island) e l'isola di Orr;
  - isola di Teal (Teal Island)[19] 55°55′38″N 133°21′12″W - L'isola, lunga circa 1.150 metri e con una elevazione di 34 metri, si trova al centro del canale di El Capitan (El Capitan Passage) tra l'isola El Capitan (El Capitan Island) e l'isola di Orr;
  - isola di Flat (Flat Island)[20] 55°55′31″N 133°20′47″W - L'isola, lunga circa 160 metri, si trova al centro del canale di El Capitan (El Capitan Passage) tra l'isola El Capitan (El Capitan Island) e l'isola di Orr;
  - arcipelago di Twin (Twin Islands)[21] 55°55′00″N 133°21′22″W - Le isole si trovano al centro del canale di El Capitan (El Capitan Passage) tra l'isola El Capitan (El Capitan Island) e l'isola di Orr;
  - isola di Knob (Knob Island)[22] 55°54′37″N 133°20′17″W - L'isola, lunga circa 300 metri e con una elevazione di 21 metri, si trova al centro del canale di El Capitan (El Capitan Passage) a sud dell'isola El Capitan (El Capitan Island);
  - isola di Cap (Cap Island)[23] 55°54′00″N 133°19′59″W - L'isola, lunga circa 2,4 chilometri, si trova al centro del canale di El Capitan (El Capitan Passage) tra l'isola di Tuxekan (Tuxekan Island) e l'isola di Orr.
- Isole nello stretto di Sea Otter (Sea Otter Sound):
  - isola di Hoot (Hoot Island)[24] 55°53′06″N 133°23′10″W - L'isola, lunga circa 1,8 chilometri con una elevazione di 100 metri, si trova a sud dell'isola di Orr;
  - isola di Owl (Owl Island)[25] 55°53′23″N 133°24′47″W - L'isola, lunga circa 1,5 chilometri con una elevazione di 43 metri, si trova a sud dell'isola di Orr.
- isole del canale di White Cliff (White Cliff Passage):
  - isola di Dove (Dove Island)[26] 55°54′50″N 133°28′01″W - L'isola, lunga circa 160 metri, si trova tra l'isola di White Cliff (White Cliff Island) e l'isola di Orr;
  - isola di White Cliff (White Cliff Island)[27] 55°54′39″N 133°29′13″W - L'isola, lunga circa 1500 metri e con una elevazione di 80 metri, si trova circa a 3 chilometri a sud-ovest dell'isola di Orr.
- Isole del canale di Marble (Marble Passage):
  - isola di Scott (Scott Island)[28] 55°59′30″N 133°22′05″W - L'isola, lunga circa 1500 metri, si trova all'entrata nord del canale di Marble (Marble Passage).